# غونزالو بوراس
غونزالو بوراس (بالإسبانية: Gonzalo Porras)‏ (31 يناير 1984 بمونتفيدو في الأوروغواي - ) هو لاعب كرة قدم أوروغواني في مركز الوسط. لعب مع ريفر بليت ونادي تولوكا ونادي دانوبيو ونادي ليفربول وناسيونال مونتيفيديو ونادي أليانزا ‏ وجوفينتود و.

## وصلات خارجية
- غونزالو بوراس على موقع إي إس بي إن إف سي (الإنجليزية)
- غونزالو بوراس على موقع قاعدة بيانات كرة القدم.إي يو (الإنجليزية)
- غونزالو بوراس على موقع Soccerway.com (الإنجليزية)
- غونزالو بوراس على موقع AS.com (الإسبانية)